# Kubar (Ailinglaplap)
Kubar (auch: Kubā-tō, Kubur) ist eine Insel des Ailinglaplap-Atolls in der Ralik-Kette im ozeanischen Staat der Marshallinseln (RMI).

## Geographie
Das Motu liegt im östlichen Riffsaum des Atolls in der Nähe der Hauptinsel Airuk im Süden. Zwischen den Motu verläuft der East Pass (Higashi-suidō, Kuburu). Im Norden liegt in etwa 10 km Entfernung Debumaru. Die Insel selbst ist tropfenförmig und ca. 200 m lang.

## Klima
Das Klima ist tropisch heiß, wird jedoch von ständig wehenden Winden gemäßigt. Ebenso wie die anderen Orte der Ailinglaplap-Gruppe wird Kubar gelegentlich von Zyklonen heimgesucht.